# Scotophilus celebensis
Scotophilus celebensis är en fladdermusart som beskrevs av Henri Jacob Victor Sody 1928. Scotophilus celebensis ingår i släktet Scotophilus och familjen läderlappar. IUCN kategoriserar arten globalt som otillräckligt studerad. Inga underarter finns listade i Catalogue of Life.
Denna fladdermus förekommer på Sulawesi. Den vilar bland annat i byggnader och bildar flockar med upp till hundra medlemmar. Jakten sker över öppna landskap eller över trädens kronor.